# Monchy-Cayeux
Monchy-Cayeux település Franciaországban, Pas-de-Calais megyében. Lakosainak száma 289 fő (2022. január 1.). Monchy-Cayeux Eps, Anvin, Fleury, Hernicourt és Hestrus községekkel határos.

## Népesség
A település népességének változása:
| Lakosok száma | 314  | 312  | 309  | 300  | 298  | 298  | 297  | 293  | 289  |
|               | 2013 | 2015 | 2016 | 2017 | 2018 | 2019 | 2020 | 2021 | 2022 |